# Deutsche Badmintonmeisterschaft 1962
Die Deutsche Badmintonmeisterschaft 1962 fand vom 27. bis zum 29. April 1962 in Wiesbaden statt.

## Medaillengewinner
| Disziplin    | Gold                                                                   | Silber                                                     | Bronze                                                                           |
| ------------ | ---------------------------------------------------------------------- | ---------------------------------------------------------- | -------------------------------------------------------------------------------- |
| Herreneinzel | Kurt Jendroska (1. BSC Bottrop)                                        | Jens Wientapper (Hamburger FC 55)                          | Klaus-Dieter Framke (1. Wiesbadener BC)                                          |
| Herreneinzel | Kurt Jendroska (1. BSC Bottrop)                                        | Jens Wientapper (Hamburger FC 55)                          | Walter Stuch (1. DBC Bonn)                                                       |
| Dameneinzel  | Irmgard Latz (Krefelder BC)                                            | Heide Hau (Merscheider TV)                                 | Barbara Fieber (BC Meyenfeld)                                                    |
| Herrendoppel | Klaus Dültgen (Merscheider TV) Konrad Hapke (Merscheider TV)           | Rupert Liebl (MTV München von 1879) Gero Maier (TuS Prien) | Uwe Jacobsen (1. Wiesbadener BC) Klaus-Dieter Framke (1. Wiesbadener BC)         |
| Herrendoppel | Klaus Dültgen (Merscheider TV) Konrad Hapke (Merscheider TV)           | Rupert Liebl (MTV München von 1879) Gero Maier (TuS Prien) | Günter Ledderhos (MTV München von 1879) Gunther Rathgeber (MTV München von 1879) |
| Damendoppel  | Hannelore Schmidt (STC Blau-Weiß Solingen) Irmgard Latz (Krefelder BC) | Annegret Böhme (VfB Lübeck) Anneli Hennen (VfB Lübeck)     |                                                                                  |
| Mixed        | Manfred Puck (VfB Lübeck) Annegret Böhme (VfB Lübeck)                  | Kurt Hennes (1. DBC Bonn) Luise Schmitz (1. BC Beuel)      | Horst Später (TSV Neuhausen-Nymphenburg) Heidi Reuß (TSV Neuhausen-Nymphenburg)  |
| Mixed        | Manfred Puck (VfB Lübeck) Annegret Böhme (VfB Lübeck)                  | Kurt Hennes (1. DBC Bonn) Luise Schmitz (1. BC Beuel)      | Dieter Füllbeck (Merscheider TV) Gitti Neuhaus (Merscheider TV)                  |